# Olympio Oliveira Ribeiro da Fonseca
Olympio Oliveira Ribeiro da Fonseca ou apenas Olympio da Fonseca Filho (Rio de Janeiro, 7 de maio de 1895 – 10 de abril de 1978) foi um médico parasitologista, pesquisador e professor universitário brasileiro.
Membro titular da Academia Nacional de Medicina, Olympio foi diretor do Instituto Oswaldo Cruz entre 1949 e 1953. Foi presidente da Academia Nacional de Medicina de 1961 a 1963.

## Biografia
Fonseca nasceu na capital fluminense em 1895. Era filho do médico Olympio Arthur Ribeiro da Fonseca Secretário Geral e, depois, Secretário Perpétuo da Academia Nacional de Medicina e de Elisa Oliveira Ribeiro da Fonseca. Formou-se em Microbiologia e Zoologia Médica pelo Curso de Aplicação do Instituto Oswaldo Cruz e doutorou-se em Medicina pela Faculdade Nacional de Medicina da Universidade do Brasil (hoje a UFRJ) em 1915, apresentando a tese “Estudos sobre os flagelados parasitos”.
Foi membro da Academia Nacional de Medicina, Academia Brasileira de Ciências e Sociedade Brasileira de Biologia, diretor do Instituto Nacional de Pesquisas da Amazônia, além de professor catedrático Biologia Geral da Faculdade de Filosofia, Ciências e Letras da Universidade do Estado da Guanabara, professor catedrático de parasitologia da Faculdade Nacional de Medicina da Universidade do Brasil (hoje a UFRJ). Foi diretor do Instituto Oswaldo Cruz, Diretor do Instituto Nacional de Pesquisas da Amazônia, fundador e presidente da Sociedade Brasileira de Biologia.

## Morte
Olympio morreu em 10 de abril de 1978, na capital fluminense, aos 82 anos, após um mal súbito.